# Giershausen
Giershausen é um município da Alemanha localizada no distrito de Altenkirchen, na associação municipal de Verbandsgemeinde Flammersfeld, no estado da Renânia-Palatinado.

## População
| - 1815 – 76 - 1835 – 77 - 1871 – 99 - 1905 – 94 - 1939 – 109 | - 1950 – 122 - 1961 – 118 - 1970 – 113 - 1987 – 109 - 2000 – 113 |